# Joan Gero
Joan M. Gero (1944-2016) fue un arqueóloga estadounidense pionera en arqueología feminista y arqueología de género. Su investigación se centró en género y las relaciones de poder en la prehistoria, particularmente en las regiones andinas de Argentina y Perú. Con Margaret Conkey  coeditó el volumen  Engendering Archaeology: Women and Prehistory, publicado en 1991 que se convirtió en un referente en la arqueología de género. Gero fue profesora en la Universidad Americana en Washington D. C., donde impartió cursos en arqueología, antropología y estudios de las mujeres. Cuando murió era profesora emérita.